# キム・ヨンヒョン
キム・ヨンヒョン（金永賢、Kim Young Hyun、1976年2月4日 - ）は、韓国のシルム選手、キックボクサー。身長217cm、体重156kg。テウン会館所属。

## 来歴
1996年、シルムの選手となり、天下壮士優勝3回、白頭壮士優勝13回を果たすなどシルムの看板選手であった（同じシルム選手であったチェ・ホンマンより実績は上であり、直接の対戦成績は5勝2敗）。2005年1月に所属チームが解散し、シルムから引退。シルム時代の通算成績は355勝108敗。
2007年9月29日、韓国ソウルで開催されたK-1 WORLD GP 2007 IN SEOUL FINAL16のスーパーファイトで柳澤龍志相手にK-1デビュー。3Rに右ローキックでダウンを奪うなどして、判定勝ち。
2007年12月31日、K-1 PREMIUM 2007 Dynamite!!でニコラス・ペタスとK-1ルールで対戦し、タオル投入によるTKO負け。
2008年7月13日、K-1 WORLD GP 2008 IN TAIPEIの1回戦でサイシーレック・ノーシープンに判定勝ちするも準決勝でルスラン・カラエフに1RTKO負け。

## 戦績
| キックボクシング 戦績 | キックボクシング 戦績 | キックボクシング 戦績 | キックボクシング 戦績 | キックボクシング 戦績 | キックボクシング 戦績 | キックボクシング 戦績 |
| --------------------- | --------------------- | --------------------- | --------------------- | --------------------- | --------------------- | --------------------- |
| 4 試合                | (T)KO                 | 判定                  | その他                | 引き分け              | 無効試合              |                       |
| 2 勝                  | 0                     | 2                     | 0                     | 0                     | 0                     |                       |
| 2 敗                  | 2                     | 0                     | 0                     | 0                     | 0                     |                       |

| 勝敗 | 対戦相手                     | 試合結果                  | 大会名                                         | 開催年月日     |
| ×    | ルスラン・カラエフ           | 1R 0:15 TKO（鼻骨骨折）   | K-1 WORLD GP 2008 IN TAIPEI 【ASIA GP 準決勝】 | 2008年7月13日  |
| ○    | サイシーレック・ノーシープン | 3R終了 判定3-0            | K-1 WORLD GP 2008 IN TAIPEI 【ASIA GP 1回戦】  | 2008年7月13日  |
| ×    | ニコラス・ペタス             | 2R 0:41 TKO（タオル投入） | K-1 PREMIUM 2007 Dynamite!!【K-1ルール】       | 2007年12月31日 |
| ○    | 柳澤龍志                     | 3R終了 判定3-0            | K-1 WORLD GP 2007 IN SEOUL FINAL16             | 2007年9月29日  |

## シルムタイトル
- 天下壮士大会 3回 優勝
- 白頭壮士大会 13回 優勝